# Nona Hendryx
Pour les articles homonymes, voir Hendrix (homonymie).
Nona Hendryx, née le 9 octobre 1944  à Trenton (New Jersey), est une chanteuse, productrice de disques, auteure-compositeur, musicienne, auteure et actrice  américaine.    
Hendryx est connue pour son travail d'artiste solo et pour être membre du trio  Labelle, qui a eu un succès avec Lady Marmalade. Sa musique va de la soul au funk en passant par le R & B, le hard rock, la new wave et le new-age. 
Dans une interview, elle a déclaré que le nom de famille de sa famille était à l'origine orthographié avec un « i » et qu'elle est une cousine éloignée de la légende de la musique américaine Jimi Hendrix.

## Biographie

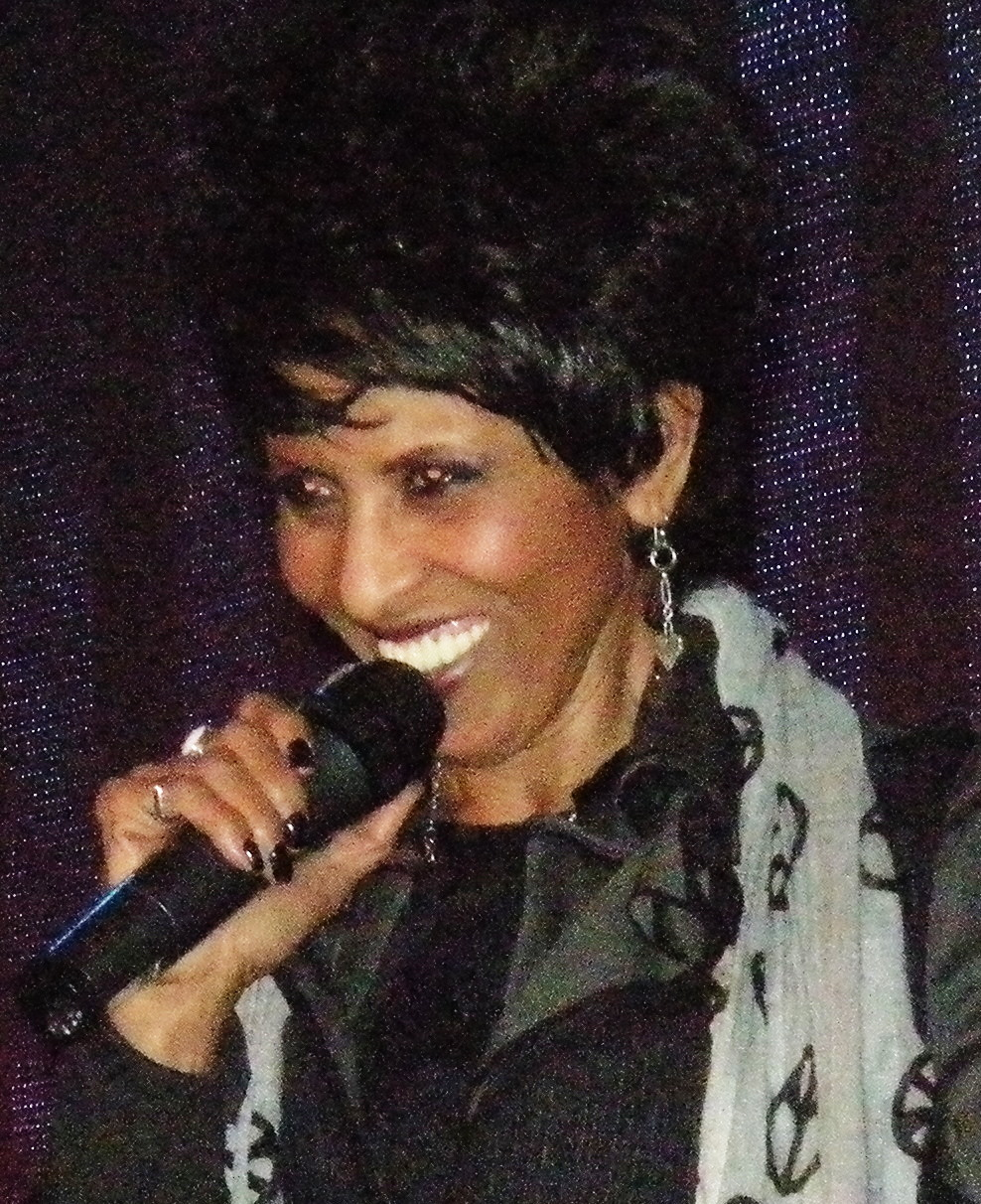
Nona Hendryx à la conférence de presse 2009, Experience Music Project, Seattle, Washington (6 avril 2009).

## Cinéma, télévision, théâtre et radio
- Sgt. Pepper's Lonely Hearts Club Band, 1978, caméo dans la finale, (film de MCA)
- Playback '78, (interview) 1978, (radio)
- Interchords, (entretien) 1978, (radio)
- Heartbreakers, 1984 (chanson "Transformation")
- Landlord Blues, 1987, compositeur (partition musicale), chanteur (titre musical), acteur (comme avocat "Sally Viscuso") (film)
- Gospa, (Compositeur) 1995, ( Film MCA )
- People: A Musical Celebration, (compositeur) 1996, (télévision)
- Blue, (Compositeur) 2001, (théâtre)
- Preaching to the Choir, a.k.a. On the One 2006, (Compositeur) (film)
- The L Word, épisode 8 de la saison 3 (elle-même), 2006, (télévision)
- The Who's Tommy ("La reine acide"), 2008, Théâtre Ricardo Montalbán (théâtre)